# V533 Herculis
V533 Herculis war eine Nova, die 1963 im Herkules aufleuchtete und eine Helligkeit von 3 mag erreichte. Sie wurde vom amerikanischen Astronomen Leslie Copus Peltier am 6. Februar 1963 entdeckt. Es handelt sich bisher um die einzige Nova, bei der nachgewiesen werden konnte, dass ihre scheinbare Helligkeit bereits vor der Eruption anstieg. Auf Fotoplatten (u. a. aus dem Archiv der Sternwarte Sonneberg) konnte festgestellt werden, dass die Helligkeit des Weißen Zwergs in den Jahren 1930 bis 1961 durchschnittlich 14,7 mag betrug. In den 1,5 Jahren vor der Eruption stieg sie jedoch plötzlich an, bis sie zuletzt bei 13,3 mag lag. Eine Erklärung für dieses Phänomen gibt es bisher nicht.

## Koordinaten
- Rektaszension: 18h 14m 19s.98
- Deklination: +41° 51' 23".2